# Élection législative partielle de 1989 à Wallis-et-Futuna
L'élection législative partielle de 1989 à Wallis-et-Futuna se déroule le 15 janvier 1989. Elle fait suite à l'annulation de l'élection législative de 1988 pour fraude électorale. Le député sortant Benjamin Brial (RPR) fait face à son rival Kamilo Gata (MRG). Ce dernier remporte l'élection au premier tour, devenant le nouveau député du territoire. Benjamin Brial se retire alors de la vie politique après avoir été député pendant 21 ans.

## Élus
| Circonscription        | Député sortant | Parti | Parti | Député élu ou réélu | Parti | Parti |
| ---------------------- | -------------- | ----- | ----- | ------------------- | ----- | ----- |
| Circonscription unique | Benjamin Brial |       | RPR   | Kamilo Gata         |       | MRG   |

## Contexte politique
Dans les années 1980, la vie politique à Wallis-et-Futuna est structurée autour du Rassemblement pour la République (RPR) et de son député, Benjamin Brial (figure clivante de la politique locale), et de l'opposition de l'l'Union pour la démocratie française (UDF), plus jeune. Une opposition au sein du RPR se fait jour avec la candidature de Kamilo Gata en 1988, qui reproche « l'immobilisme » de son ancien parti. Enfin, une opposition socialiste commence à se former, mais l'importance de la coutume et de la religion catholique conservatrices, et la perception du socialisme comme une laïcité menaçant les valeurs traditionnelles wallisiennes et futuniennes limitent sa progression. La section locale du Parti socialiste est créée après l'élection de juin 1988.  
L'élection législative des 5 et 12 juin 1988 voit quatre candidats s'opposer : le député sortant Benjamin Brial du RPR  ; Kamilo Gata, ancien du RPR qui porte l'étiquette Divers droite ; le candidat de l'opposition traditionnelle de l'UDF, Basile Tui ; et enfin un candidat du Parti Socialiste, Joseph Maisueche. Ces deux derniers sont éliminés au premier tour, et Brial l'emporte face à Gata avec 52,18% des voix. 
L'élection est contestée par Kamilo Gata le 23 juin 1988. En effet, une partie importante des électeurs sont des Wallisiens et Futuniens résidant en Nouvelle-Calédonie ayant quitté leurs îles d'origine, et plusieurs centaines de procurations ont été établies dans des conditions douteuses. « Considérant qu'eu égard à l'écart de 281 voix qui sépare les deux candidats restés en présence au second tour, les irrégularités susmentionnées, par leur diversité et leur importance, ont été de nature à influer sur l'issue du scrutin », le Conseil constitutionnel annule l'élection le 23 novembre 1988. La nouvelle élection est organisée rapidement et a lieu le 15 janvier de l'année suivante.
Frédéric Angleviel indique que « pour la première fois, le PS participe réellement à la campagne d'un candidat local ».

### Rappel des résultats de l'élection de 1988
| Candidat       | Candidat                     | Parti          | Premier tour | Premier tour | Second tour | Second tour |  |
| Candidat       | Candidat                     | Parti          | Voix         | %            | Voix        | %           |  |
| -------------- | ---------------------------- | -------------- | ------------ | ------------ | ----------- | ----------- |  |
|                | Benjamin Brial sortant réélu | RPR (URC)      | 2 736        | 43,84        | 3 367       | 52,18       |  |
|                | Kamilo Gata                  | Divers droite  | 2 235        | 35,81        | 3 086       | 47,82       |  |
|                | Pasilio Tui                  | UDF (AD)       | 1 024        | 16,41        |             |             |  |
|                | Joseph Maisueche             | PS             | 246          | 3,94         |             |             |  |
|                |                              |                |              |              |             |             |  |
| Inscrits       | Inscrits                     | Inscrits       | 8 316        | 100,00       | 8 309       | 100,00      |  |
| Abstentions    | Abstentions                  | Abstentions    | 2 060        | 24,77        | 1 834       | 22,07       |  |
| Votants        | Votants                      | Votants        | 6 256        | 75,23        | 6 475       | 77,93       |  |
| Blancs et nuls | Blancs et nuls               | Blancs et nuls | 15           | 0,24         | 22          | 0,34        |  |
| Exprimés       | Exprimés                     | Exprimés       | 6 241        | 99,76        | 6 453       | 99,66       |  |

### Candidats
Benjamin Brial est député de Wallis-et-Futuna depuis 1967 (21 ans). Âgé et malade, c'est une figure politique majeure du Rassemblement pour la République qui domine localement, mais il concentre une nombreuse opposition à son encontre. Sa réélection a été annulée par le conseil constitutionnel pour fraude.
Kamilo Gata est le candidat perdant de l'élection de 1988. Le 30 décembre 1988, à l'occasion de la visite du ministre de l'agriculture Henri Nallet, il passe de l'étiquette divers droite à celle du Mouvement des radicaux de gauche (MRG) et est investi comme le candidat du gouvernement de François Mitterrand.
Joseph Maisueche est un commerçant métropolitain (papalagi) qui maintient sa candidature pour le Parti socialiste, déçu de ne pas avoir été choisi comme candidat du gouvernement.

## Résultats

### Résultats par circonscription
|                | Kamilo Gata élu        | Divers droite  | 3 390 | 57,43  |  |  |  |
|                | Benjamin Brial sortant | RPR            | 2 411 | 40,85  |  |  |  |
|                | Joseph Maisueche       | PS             | 101   | 1,72   |  |  |  |
|                |                        |                |       |        |  |  |  |
| Inscrits       | Inscrits               | Inscrits       | 8 148 | 100,00 |  |  |  |
| Abstentions    | Abstentions            | Abstentions    | 2 222 | 27,27  |  |  |  |
| Votants        | Votants                | Votants        | 5 926 | 72,73  |  |  |  |
| Blancs et nuls | Blancs et nuls         | Blancs et nuls | 24    | 0,4    |  |  |  |
| Exprimés       | Exprimés               | Exprimés       | 5 902 | 99,6   |  |  |  |

## Conséquences
Cette élection marque la fin de la carrière politique de Benjamin Brial, qui démissionne également de son poste de conseiller territorial. « Une page de l'histoire politique de Wallis-et-Futuna est tournée ». L'élection marque également l'ancrage du parti socialiste, qui bénéficie de la figure de Gaston Lutui : le PS s'impose aux élections européennes de juin 1989 avec 55,02% des suffrages.